# Classe Elli
La classe Elli  est une classe de frégates d'origine néerlandaise de la marine grecque. Elle est également connue sous le nom de classe Kortenaer, classe Standard ou classe S.

## Navires[1]
| Bateau                                      | Nom                  | Date de mise en service dans la marine hollandaise | Date d'entrée dans la marine grecque | Statuts                             |
| ------------------------------------------- | -------------------- | -------------------------------------------------- | ------------------------------------ | ----------------------------------- |
| Aigaion (F-460) Φ/Γ Αιγαίον                 | mer Égée             | 29 October 1980                                    | 1993                                 | En service (2018)                   |
| Adrias (F-459) Φ/Γ Αδρίας                   | mer Adriatique       | 26 July 1979                                       | 1993                                 | En service (2018)                   |
| Bouboulina (F-463) Φ/Γ Μπουμπουλίνα         | Laskarina Bouboulina |                                                    | 14 December 2001                     | Retiré du service (18 février 2013) |
| Elli (F-450) Φ/Γ Έλλη                       | Bataille d'Elli      | 10 October 1981                                    | 1981                                 | En service (2018)                   |
| Kanaris (F-464) Φ/Γ Κανάρης                 | Konstantínos Kanáris | 14 April 1983                                      | 29 November 2002                     | En service (2018)                   |
| Kountouriotis (F-462) Φ/Γ Κουντουριώτης     | Pávlos Koundouriótis | 26 October 1978                                    | 1997                                 | En service (2018)                   |
| Limnos (F-451) Φ/Γ Λήμνος                   | Bataille de Lemnos   | 18 September 1982                                  | 1982                                 | En service (2018)                   |
| Navarinon (F-461) Φ/Γ Ναυαρίνον             | Bataille de Navarin  | 24 April 1980                                      | 1995                                 | En service (2018)                   |
| Nikiforos Fokas (F-466) Φ/Γ Νικηφόρος Φωκάς | Nicéphore II Phocas  | 25 November 1982                                   | 2003                                 | En service (2018)                   |
| Themistoklis (F-465) Φ/Γ Θεμιστοκλής        | Thémistocle          | 2 décembre 1981                                    | 2002                                 | En service (2018)                   |

## Galerie

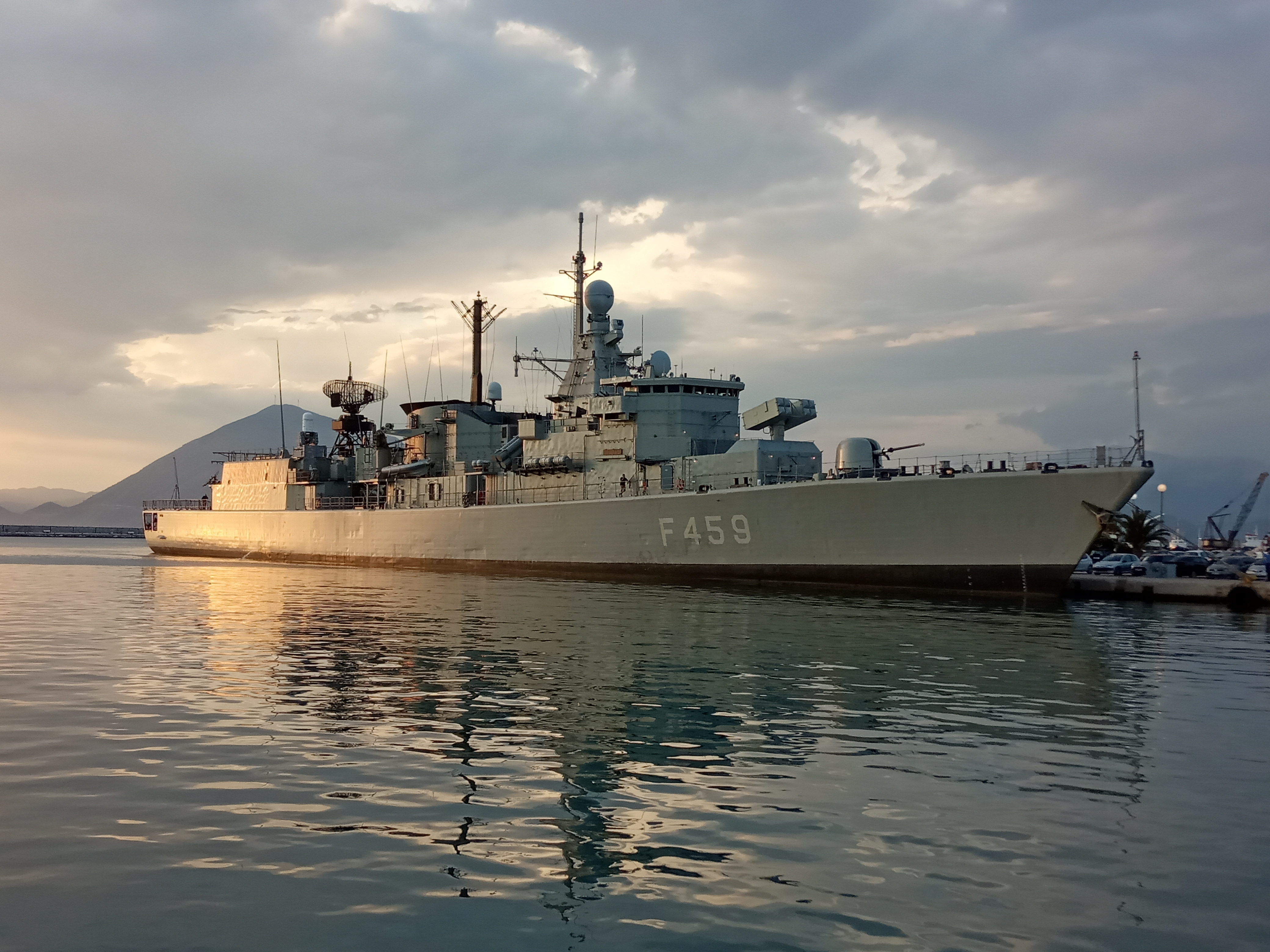
HS Adrias (F-459)
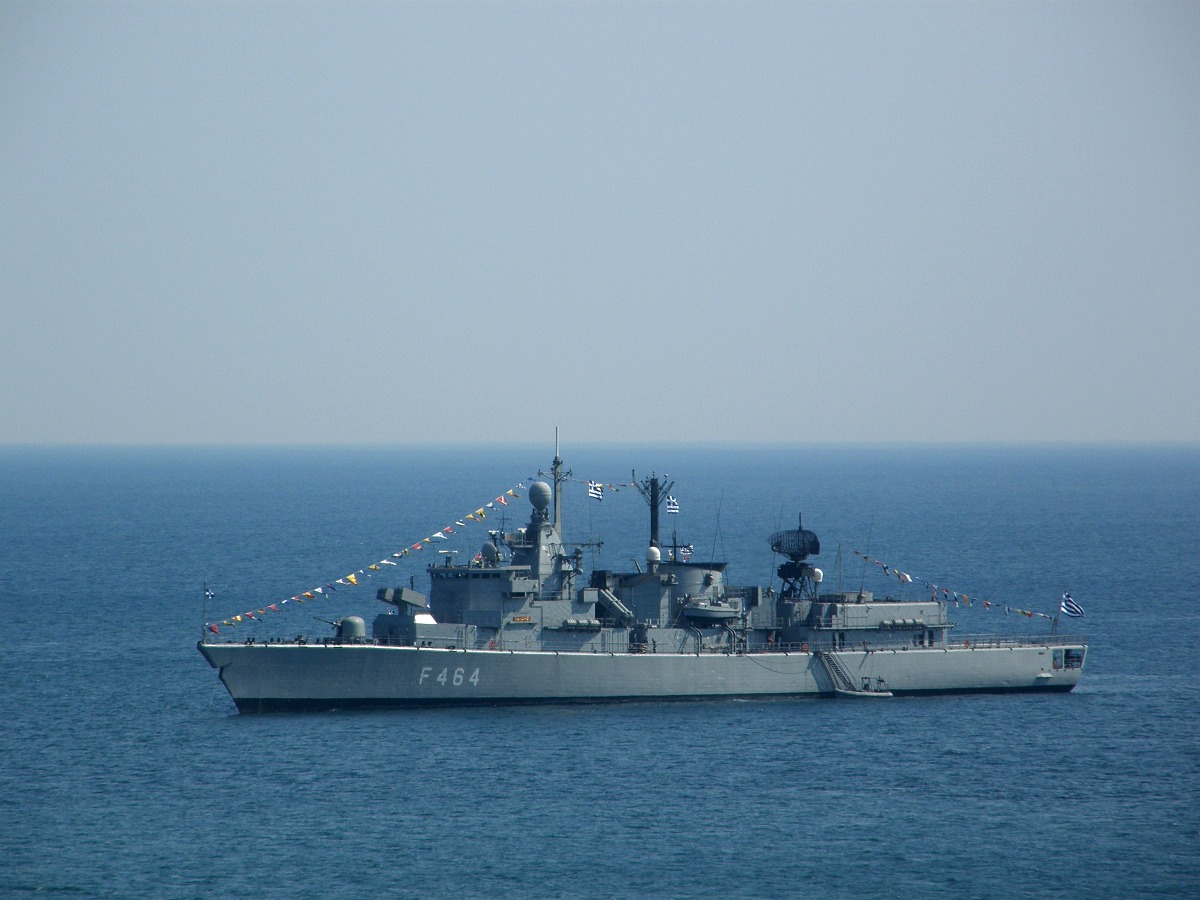
HS Kanaris (F-464)
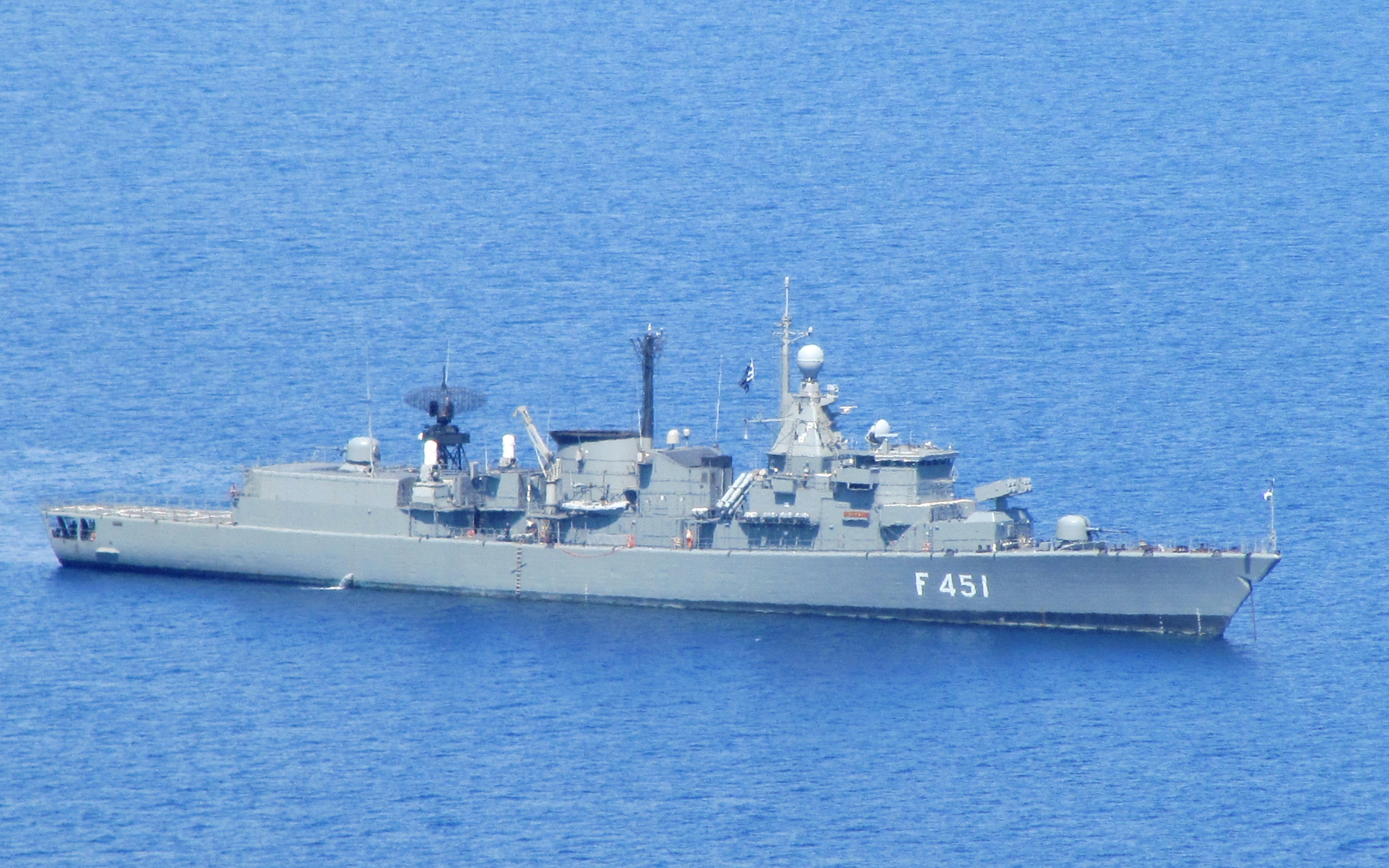
HS Limnos (F-451)
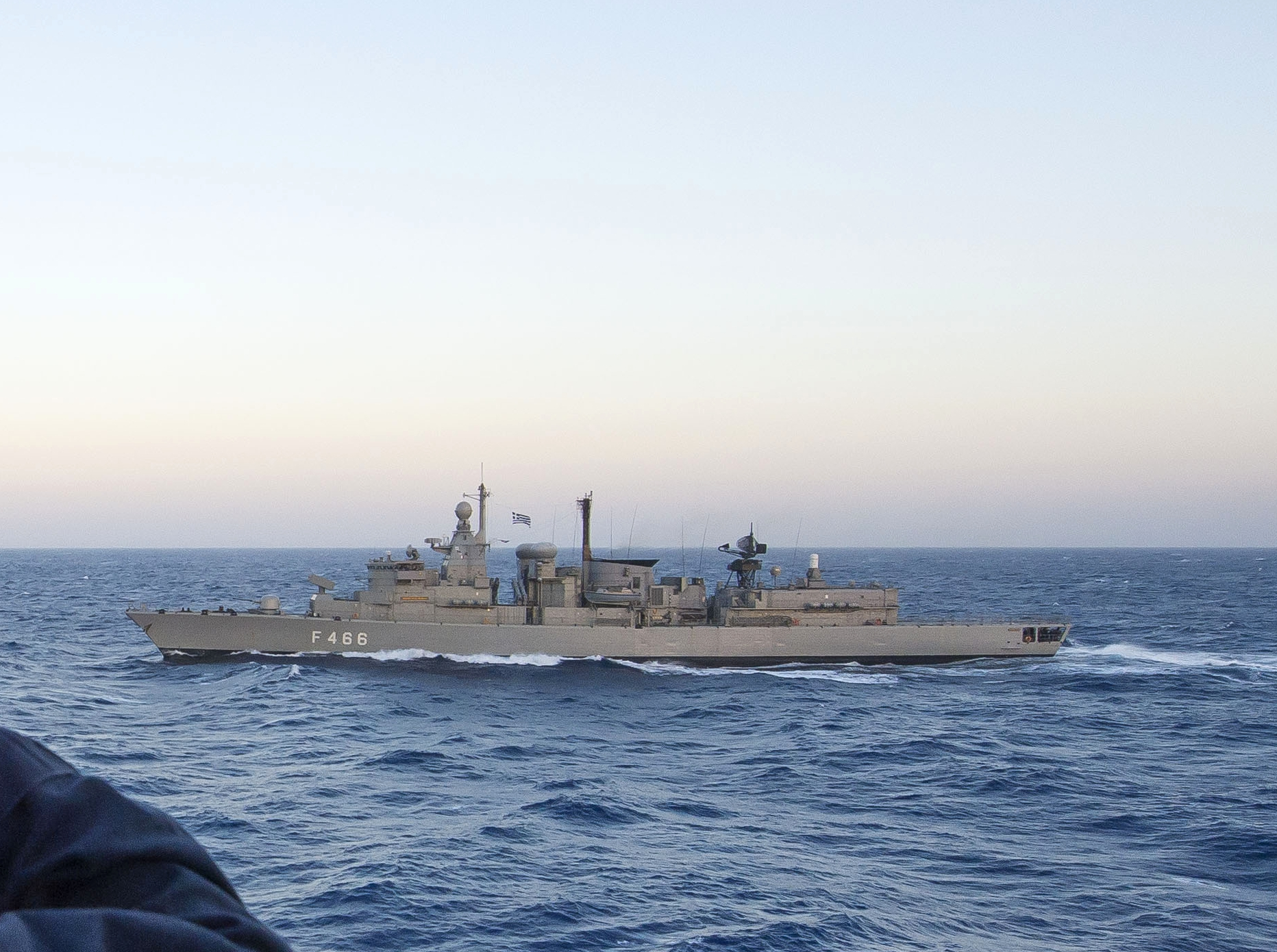
HS Nikiforos Fokas (F-466)
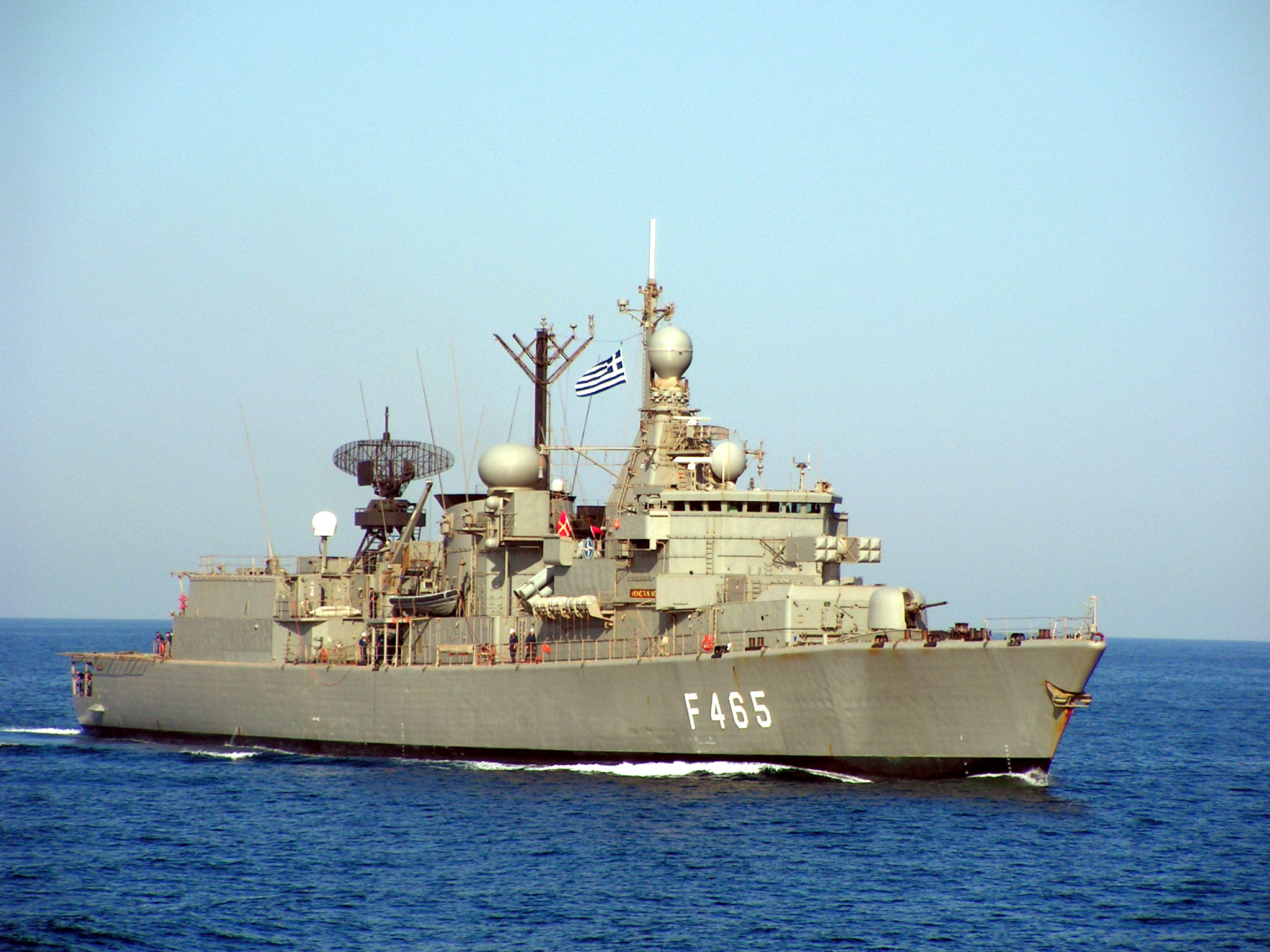
HS Themistocles (F-465)